# Straße der Pariser Kommune
Straße der Pariser Kommune (letteralmente: «via della Comune di Parigi») è una strada di Berlino, nel quartiere di Friedrichshain.

## Storia
Già denominata «Fruchtstraße», assunse il nome attuale il 17 marzo 1971, in occasione del centenario della Comune di Parigi.